# Tarsius tumpara
Tarsius tumpara  (лат.) — вид приматов семейства долгопятовые. Его существование как отдельного таксона было предсказано ещё до непосредственного обнаружения. Предполагалось, что поскольку между северной оконечностью острова Сулавеси и находящимся в 200 км к северу островом Сангихе со своим эндемичным видом долгопятов Tarsius sangirensis лежит глубокий океан и три островных кластера, Биаро, Тагуланданг и Сиау, то на одном или нескольких из этих островных кластеров, могут существовать изолированные популяции долгопятов. Каждый из этих трёх кластеров был отдельно исследован на предмет наличия долгопятов в 2004 и 2005 годах, при этом только на Сиау была обнаружена популяция этих животных. Проведённые исследования показали, что популяция принадлежит к ещё неописанному виду.
Международный союз охраны природы присвоил этому виду охранный статус «В критической опасности» (англ. Critically Endanered). Этот вид был включён в список «25 самых угрожаемых приматов» в 2008 году.